# Alpenmannstreu Gamperdonatal
Alpenmannstreu Gamperdonatal este o arie protejată (arie specială de conservare — SAC, sit de importanță comunitară — SCI) din Austria întinsă pe o suprafață de 37,59 ha, integral pe uscat.

## Localizare
Centrul sitului Alpenmannstreu Gamperdonatal este situat la coordonatele 47°05′08″N 9°39′14″E / 47.0856°N 9.6539°E.

## Înființare
Situl Alpenmannstreu Gamperdonatal a fost declarat sit de importanță comunitară în februarie 2002 pentru a proteja 1 specie de plante și 1 specie de animale. Situl a fost protejat și ca arie specială de conservare în august 2003.

## Biodiversitate
Situată în ecoregiunea alpină, aria protejată conține 5 habitate naturale: Tufărișuri cu Pinus mugo și Rhododendron hirsutum (Mugo-Rhododendretum hirsuti), Pajiști alpine și subalpine calcaroase, Liziere de ierburi înalte hidrofile de câmpie și de nivel montan până la alpin, Grohotișuri calcaroase și de șisturi calcaroase de la nivelul montan până la nivelul alpin (Thlaspietea rotundifolii), Păduri acidofile de Picea de la nivel montan la nivel alpin (Vaccinio-Piceetea).
La baza desemnării sitului se află mai multe specii protejate:
- plante (1): Eryngium alpinum
- păsări (1): cocoșul de mesteacăn (Tetrao tetrix tetrix)

Pe lângă speciile protejate, pe teritoriul sitului au mai fost identificate 4 specii de plante, 1 specie de amfibieni, 1 specie de reptile.